# Bogdan Jarosz
Bogdan Jarosz (ur. 9 października 1967) – polski lekkoatleta, specjalizujący się w biegach długodystansowych.

## Osiągnięcia
- Mistrzostwa Polski seniorów w lekkoatletyce (5 medali)[1]
  - Piła 1990 – srebrny medal w biegu na 3000 m z przeszkodami
  - Warszawa 1992 – srebrny medal w biegu na 5000 m
  - Kielce 1993 – brązowy medal w biegu na 5000 m
  - Piła 1994 – srebrny medal w biegu na 5000 m
  - Toruń 1994 – srebrny medal w biegu maratońskim

- Halowe mistrzostwa Polski seniorów w lekkoatletyce (1 medal)[2]
  - Spała 1992 – brązowy medal w biegu na 3000 m

## Rekordy życiowe
- bieg na 1500 metrów
  - stadion – 3:48,79 (Wrocław 1996)
- bieg na 3000 metrów
  - stadion – 8:08,90 (Warszawa 1992)
- bieg na 3000 metrów z przeszkodami
  - stadion – 8:40,90 (Zabrze 1990)
- bieg na 5000 metrów
  - stadion – 13:50,24 (Sopot 1990)
- bieg na 10 000 metrów
  - stadion – 29:29,49 (Białystok 1993)
- półmaraton – 1:05:09 (1994)
- maraton – 2:16:08 (Toruń 1994)